# Knihovna města Mladá Boleslav
Knihovna města Mladá Boleslav je veřejná knihovna s univerzálním knihovním fondem, pověřená výkonem regionálních funkcí. Jejím zřizovatelem je město Mladá Boleslav. Instituce poskytuje knihovnické a informační služby veřejnosti. Jako pověřená knihovna také obsluhuje více než 150 dalších knihoven (z toho 19 profesionálních a 139 neprofesionálních) nacházejících se na území bývalých regionů Mladá Boleslav, Lysá nad Labem, Mělník a Praha východ.

## Současnost
V roce 2020 měla knihovna 5 641 čtenářů, z tohoto počtu bylo 1 845 dětí. Ve stejném roce bylo evidováno 35 153 návštěv knihovny a čtenáři si vypůjčili celkem 174 322 dokumentů. Velikost knihovního fondu činila 189 905 dokumentů. Pro zájemce uspořádala knihovna 65 akcí, kterých se zúčastnilo celkem 1 533 návštěvníků.

## Oddělení knihovny
Knihovna města Mladá Boleslav disponuje následujícími odděleními:
- Oddělení pro dospělé čtenáře
- Oddělení pro děti
- Čítárna denního tisku – vestibul

## Služby
Knihovna města Mladá Boleslav nabízí knihovnické a informační služby:
- prezenční i absenční půjčování knih, časopisů, novin, map a průvodců, audioknih, CD a DVD, e-knih[4]
- stolní společenské hry, tematické kufříky, didaktické pomůcky, hračky
- kopírování, tisk, kroužková vazba, balení knih
- zpracování rešerší
- poskytování bibliografických a faktografických informací
- PC s přístupem na internet, Wi-Fi
- přístup do databází ASPI, PressReader a Anopress
- validační místo mojeID
- meziknihovní výpůjční služba
- možnost vracení knih do biblioboxu

### Vzdělávání a kultura
- besedy a přednášky na různá témata
- vzdělávací lekce a pořady pro mateřské, základní a střední školy
- lekce knihovnicko-bibliografické gramotnosti a exkurze[5]
- vzdělávací kurzy, výtvarné dílny a soutěže
- zapojení do projektu S knížkou do života
- výstavy[6]

## Pobočky
Knihovna města Mladá Boleslav poskytuje služby také ve své pobočce:
- Pobočka Severní Město, 17. listopadu 1325, Mladá Boleslav